# غلين ميتكالف
غلين ميتكالف (بالإنجليزية: Glenn Metcalfe)‏ هو لاعب اتحاد الرغبي بريطاني، ولد في 15 أبريل 1970 في أوكلاند في نيوزيلندا.

## وصلات خارجية
- غلين ميتكالف عل موقع إسبنسكروم (الإنجليزية)
- غلين ميتكالف على موقع ItsRugby.co.uk (الإنجليزية)